# Helen Richey
Pour les articles homonymes, voir Richey.
Helen Richey est une aviatrice pionnière. Elle est la première femme à être engagée comme pilote par une compagnie aérienne commerciale aux États-Unis.

## Biographie

### Jeunesse et formations
Helen Richey est née le 21 novembre 1909 à McKeesport en Pennsylvanie. Elle est diplômée de la McKeesport High School en 1927. Pendant son adolescence, Helen Richey était l'une des rares filles de McKeesport à porter un pantalon. Elle apprend à piloter un avion à l'âge de 20 ans. Son père, surintendant des écoles de McKeesport de 1902 à 1935, lui  offre un avion Bird lorsqu'elle obtient sa licence de pilote,.

## Carrière
Helen Richey s'associe en décembre 1933 à une autre femme pilote, Frances Marsalis, pour établir un record d'endurance en restant en vol pendant près de 10 jours au-dessus de Miami, avec un ravitaillement en vol. Leur avion était un Curtiss Thrush, nommé « Outdoor Girl » d'après son sponsor, une marque de cosmétiques. Frances Marsalis avait déjà établi un record d'endurance l'année précédente avec Louise Thaden dans un autre Thrush. Le ravitaillement en carburant est réalisé en ouvrant l'écoutille centrale, en saisissant un tuyau suspendu à un Curtiss Robin et en le poussant dans le réservoir d'essence, ce que Helen Richey  compare à « lutter avec un cobra dans un ouragan »,.
En 1934, Helen Richey remporte la première course aérienne lors du premier National Air Meet pour femmes à Dayton, Ohio. Toujours en 1934, Central Airlines, un transporteur basé à Greensburg, en Pennsylvanie, qui a fini par faire partie de United Airlines, embauche Richey comme pilote. Elle  effectue son premier vol civil régulier avec eux le 31 décembre, aux commandes d'un Ford Trimotor sur la ligne Washington-Détroit. Elle est finalement contrainte de quitter le cockpit par le syndicat des pilotes, composé uniquement d'hommes,.
Helen Richey, aux commandes d'un avion léger, établit un record international d'altitude pour les avions pesant moins de 200 kilogrammes (440 lb) en mai 1936. Elle atteint 18 448 pieds (5 623 m) lors d'un vol entre l'aéroport de Congressional et l'aéroport de Endless Caverns à New Market, en Virginie. Elle pilotait le même avion que Benjamin King avait utilisé pour battre le record auparavant,.
Après avoir quitté Central Airlines, Helen Richey continue à se produire lors de spectacles aériens. En 1936, elle fait équipe avec Amelia Earhart dans une course aérienne transcontinentale, la Bendix Trophy Race. Les deux sont arrivées en cinquième position, battant des équipes exclusivement masculines. Plus tard, elle vole avec le British Air Transport Auxiliary pendant la Seconde Guerre mondiale.
En plus d'être la première femme pilote de ligne, Helen Richey est également la première femme assermentée pour piloter un avion postal et l'une des premières instructrices de vol.

## Décès
Helen Richey est morte dans son appartement à New York le 7 janvier 1947, apparemment d'une overdose de pilules. Sa mort a été classée comme un suicide.